# Caenis fasciata
Caenis fasciata is een haft uit de familie Caenidae. De wetenschappelijke naam van de soort is voor het eerst geldig gepubliceerd in 1927 door Navás.
De soort komt voor in het Afrotropisch gebied.